# Felicjan Kozłowski
Felicjan Antoni Kozłowski (ur. 9 czerwca 1805 w Tupadłach w Płockiem, zm. 25 września 1870) – polski historyk i filolog.

## Życiorys
Był synem Józefa Kozłowskiego i Marianny z Chamskich, właścicieli majątku Tupadły. W latach 1825–1828 studiował na wydziale nauk i sztuk pięknych Uniwersytetu Warszawskiego. W 1828 został nauczycielem w Szkole Praktyczno-Pedagogicznej na Lesznie w Warszawie. W 1833 został przeniesiony do Gimnazjum Gubernialnego (utworzonego w miejsce zlikwidowanego w 1831 Liceum Warszawskiego), gdzie uczył języków klasycznych, historii i statystyki. W 1839 wylegitymował szlachectwo bez herbu.
W 1843 wygrał dużą kwotę na loterii krajowej i kupił, jak podają różne źródła majątek Czaplinek lub Czaplin w powiecie piaseczyńskim, gdzie zmarł 25 września 1870. Został pochowany w Sobikowie, gdzie obok zabytkowej XVII-wiecznej drewnianej dzwonnicy stoi jego obelisk.
Jako historyk interesował się głównie historią Mazowsza. W 1858 wydał Dzieje Mazowsza za panowania książąt. Napisał też: O cywilizacji początkowej Grecji (1829), O dziełach i filozofii Platona (1845, jako wstęp do własnego przekładu Dzieł Platona: „Apologii”, „Kritona” i „Fedona”).

## Życie prywatne
15 maja 1833 ożenił się w Warszawie z Ludwiką z domu Stawnicką. Z tego małżeństwa miał synów Kornela Antoniego historyka i etnografa, Kajetana Marcelego i Wacława Wiktoryna.